# Fehér M. István
Fehér M. István (Budapest, 1950. április 24. – 2021. június 17.) Széchenyi-díjas magyar filozófus, filozófia- és eszmetörténész, hermeneuta, egyetemi tanár, a Magyar Tudományos Akadémia rendes tagja. Kutatási területe a német idealizmus, a 20. századi fenomenológia, filozófiai hermeneutika, neomarxizmus, illetve Martin Heidegger filozófiája. 1990 és 1995 között a Magyar Filozófiai Társaság főtitkára.

## Életpályája
1969-ben kezdte meg egyetemi tanulmányait az Eötvös Loránd Tudományegyetem Bölcsészettudományi Kar angol-olasz szakán, ahol 1974-ben szerzett középiskolai tanári diplomát. Ezenfelül 1974-ben kezdte el a filozófia szakot ugyanitt. Diplomáját 1977-ben szerezte.
Filozófiai végzettségének megszerzését követően az egyetem filozófiatörténeti tanszékén kapott tanársegédi állást. 1979-ben védte meg egyetemi doktori disszertációját. 1981-ben lett adjunktus, 1987-ben egyetemi docens. 1990-ben a tanszék vezetésével bízták meg, majd 1992-ben átvette egyetemi tanári kinevezését. A tanszéket 1997-ig vezette. 1992-től az egyetem hermeneutikai doktori programjának vezetője és kidolgozója volt.
Budapesti állásán kívül 1992 és 1997 között a Miskolci Egyetem Bölcsészettudományi Karán dolgozott egyetemi tanárként, kezdetben a filozófiai tanszéken, majd 1993-tól az újonnan alakult filozófiatörténeti tanszék vezetőjeként. 1993 és 1994 között az egyetem filozófia szakának vezetője volt. Az Andrássy Gyula Budapesti Német Nyelvű Egyetem 2002-es megalakításakor az eszmetörténet professzora lett. Ezen felül 1991-ben a szegedi József Attila Tudományegyetemen, 1995 és 1997 között a piliscsabai Pázmány Péter Katolikus Egyetem vendégprofesszora volt.
1997 és 2000 között Széchenyi professzori ösztöndíjjal kutatott. Magyarországi munkája mellett különböző ösztöndíjakkal kutatott külföldön (Olaszország, 1983–84; NSZK, 1987–88; USA, 1992–93). 1999-ben a berlini Humboldt Egyetem vendégprofesszora volt.
1985-ben védte meg a filozófiai tudományok kandidátusi, 1990-ben akadémiai doktori értekezését. Mindkettő Martin Heidegger és filozófiájának történetét taglalja, akadémiai doktori értekezésénél társopponensként a Heidegger-tanítvány Walter Biemel is segédkezett. Az MTA Filozófiai Tudományos Bizottságának, illetve a Tudományetikai Bizottságnak lett tagja.
2004 és 2007 között a Magyar Tudományos Akadémia közgyűlésének doktori képviselője volt, majd 2007-ben megválasztották az akadémia levelező, 2013-ban rendes tagjává. Akadémiai tevékenységén túl 1987 és 1995 között a Magyar Filozófiai Társaság elnökségi tagja, 1990 és 1995 között főtitkára volt. Az Országos Ideiglenes Akkreditációs Bizottság filozófiai szabizottságának társelnökeként is tevékenykedett. 2004-ben a Magyar Daseinanalitikai Egyesület tiszteletbeli elnökévé választották. Nemzetközi szinten 1986-tól a Nemzetközi Schelling Társaság, 1994-től a Nemzetközi Hermeneutikai és Tudományos Társaság vezetőségi tanácsának tagja.
Számos folyóirat munkájába is bekapcsolódott: 1982 és 1995 között a Magyar Filozófiai Szemle szerkesztője volt, 1989-ben a Heidegger-Studien és a L’uomo un segno, 1991-ben a Mesotes és az Itinerari filosofici, 2003-ban pedig a Heidegger-Jahrbuch szerkesztőbizottságába is bekerült. 2000-ben a L’Harmattan A filozófia útjai című sorozatának szerkesztője volt.
2013-ban a Heidegger-kutatás és a filozófiai hermeneutika terén elért – határainkon túl is számon tartott – eredményeiért, több évtizedes hazai és nemzetközi tudományos, tudományszervezői és oktatói tevékenységéért, szakterületének fejlődéséhez való tevőleges hozzájárulásáért Széchenyi-díjas lett.

## Főbb publikációi
- Jean-Paul Sartre (1980)
- Martin Heidegger (1984)
- Az élet értelméről. Racionalizmus és irracionalizmus között; 2. bőv. kiad.; Göncöl, Bp., 1992
- Martin Heidegger: Egy XX. századi gondolkodó életútja (1992)
- Heidegger és a szkepticizmus. A szkeptikus kételyen át a hermeneutikai kérdésig; Korona Nova, Bp., 1998
- Zeit und Freiheit: Schelling, Schopenhauer, Kierkegaard, Heidegger (szerk., 1999)
- Hermeneutikai tanulmányok I. (2001)
- József Attila esztétikai írásai és Gadamer hermeneutikája. Irodalmi szöveg és filozófiai szöveg; Kalligram, Pozsony, 2003
- Kunst, Hermeneutik, Philosophie: Das Denken Hans-Georg Gadamers im Zusammenhang des 20. Jahrhunderts (szerk., 2003)
- Schelling – Humboldt: Idealismus und Universität. Mit Ausblicken auf Heidegger und die Hermeneutik (2007)
- Schelling und die Humboldt’sche Universitätsidee – im Kontext des Idealismus (2008)
- Religion, Theology and Philosophy on the Way to Being and Time: Heidegger, Dilthey and Early Christianity (2010)
- "Szót érteni egymással". Hermeneutika, tudományok, dialógus; szerk. Fehér M. István; L'Harmattan–MTA-ELTE Hermeneutika Kutatócsoport, Bp., 2013 (A filozófia útjai)
- Vitában egymással. Filozófusok disputái, kontroverziái; szerk. Fehér M. István; L'Harmattan–MTA ELTE Hermeneutika Kutatócsoport, Bp., 2015 (A filozófia útjai)
- Imagináció a filozófiában. Hermeneutikai, fenomenológiai, vallásfilozófiai megközelítések; szerk. Fehér M. István; L'Harmattan–MTA-ELTE Hermeneutika Kutatócsoport, Bp., 2017 (A filozófia útjai)
- Filozófia, történet, értelmezés. Hermeneutikai tanulmányok, 2000–2020, 1-3.; L'Harmattan, Bp., 2020